# Наливайко, Алексей Георгиевич
Алексе́й Гео́ргиевич Налива́йко (14 марта 1961, Ленинград — 9 июня 2012, Санкт-Петербург) — советский и российский спортивный комментатор, телеведущий.

## Биография
Окончил факультет журналистики ЛГУ.
В 1980 году стал сотрудничать со спортивной редакцией Ленинградского телевидения. Также работал корреспондентом в Комитете по физической культуре и спорту, в заводской многотиражной газете, затем редактором в газете Санкт-Петербургского национального исследовательского университета информационных технологий, механики и оптики.
С 1991 года вёл новости спорта на Пятом канале, комментировал матчи по баскетболу, волейболу, фигурному катанию.
В марте 2010 года ушёл с Пятого канала в связи с закрытием спортивной редакции. Последние два года жизни вёл репортажи с домашних матчей БК «Спартак» на канале «Санкт-Петербург», готовил к выходу новый баскетбольный телепроект.
Скончался на 52-м году жизни 9 июня 2012 года. Причина смерти — острая коронарная недостаточность.